# Jedlová
Jedlová (en allemand : Schönbrunn) est une commune du district de Svitavy, dans la région de Pardubice, en République tchèque. Sa population s'élevait à 1 062 habitants en 2024.

## Géographie
Jedlová se trouve à 7 km au sud-est de Polička, à 16 km au sud-ouest de Svitavy, à 57 km au sud-est de Pardubice et à 142 km à l'est-sud-est de Prague.
La commune est limitée par Polička au nord, par Stašov à l'est, par Bystré à l'est et au sud, par Nedvězí au sud, et par Korouhev à l'ouest.

## Histoire
La première mention écrite du village date de 1349.

## Galerie

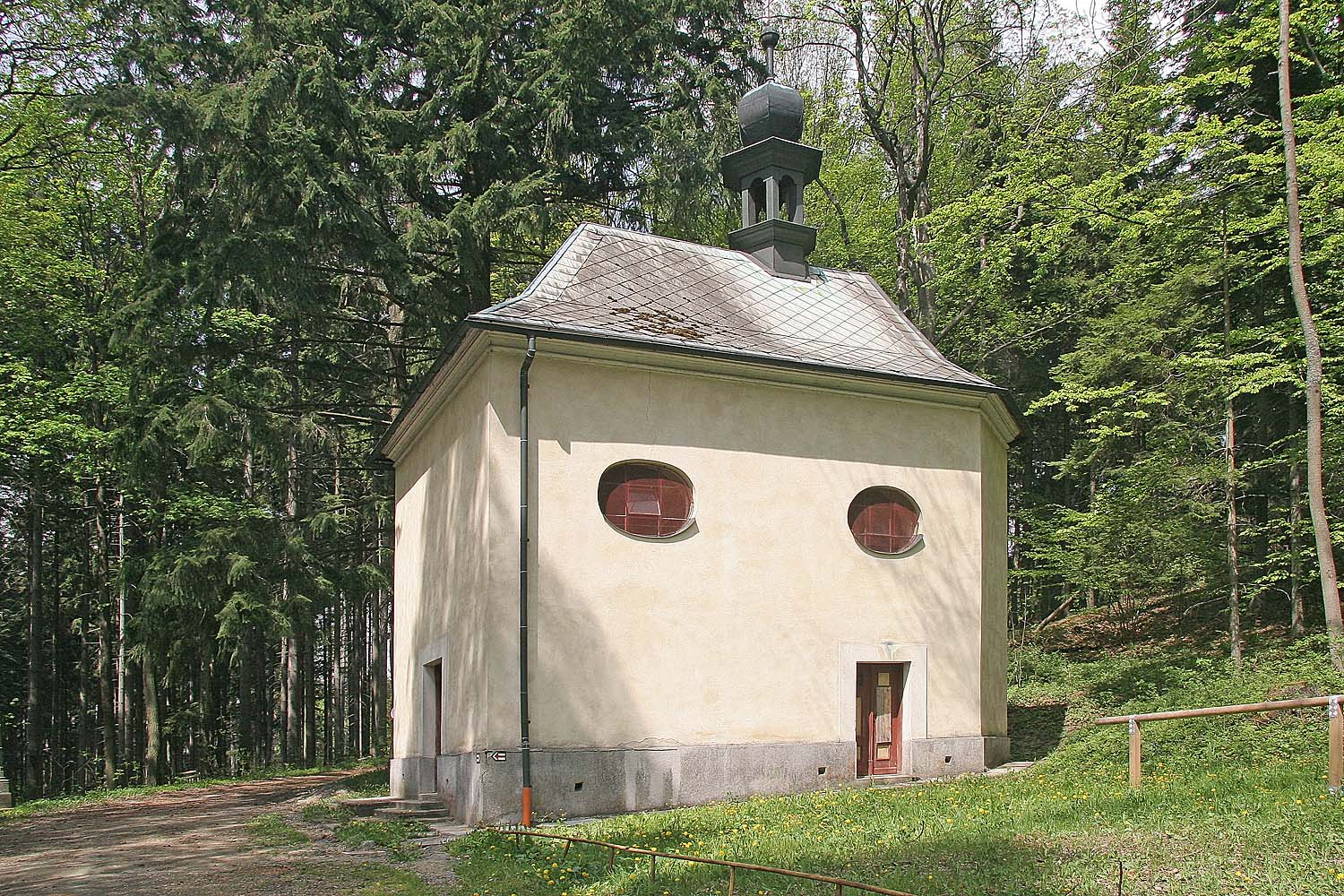
Chapelle Notre-Dame des Neiges.
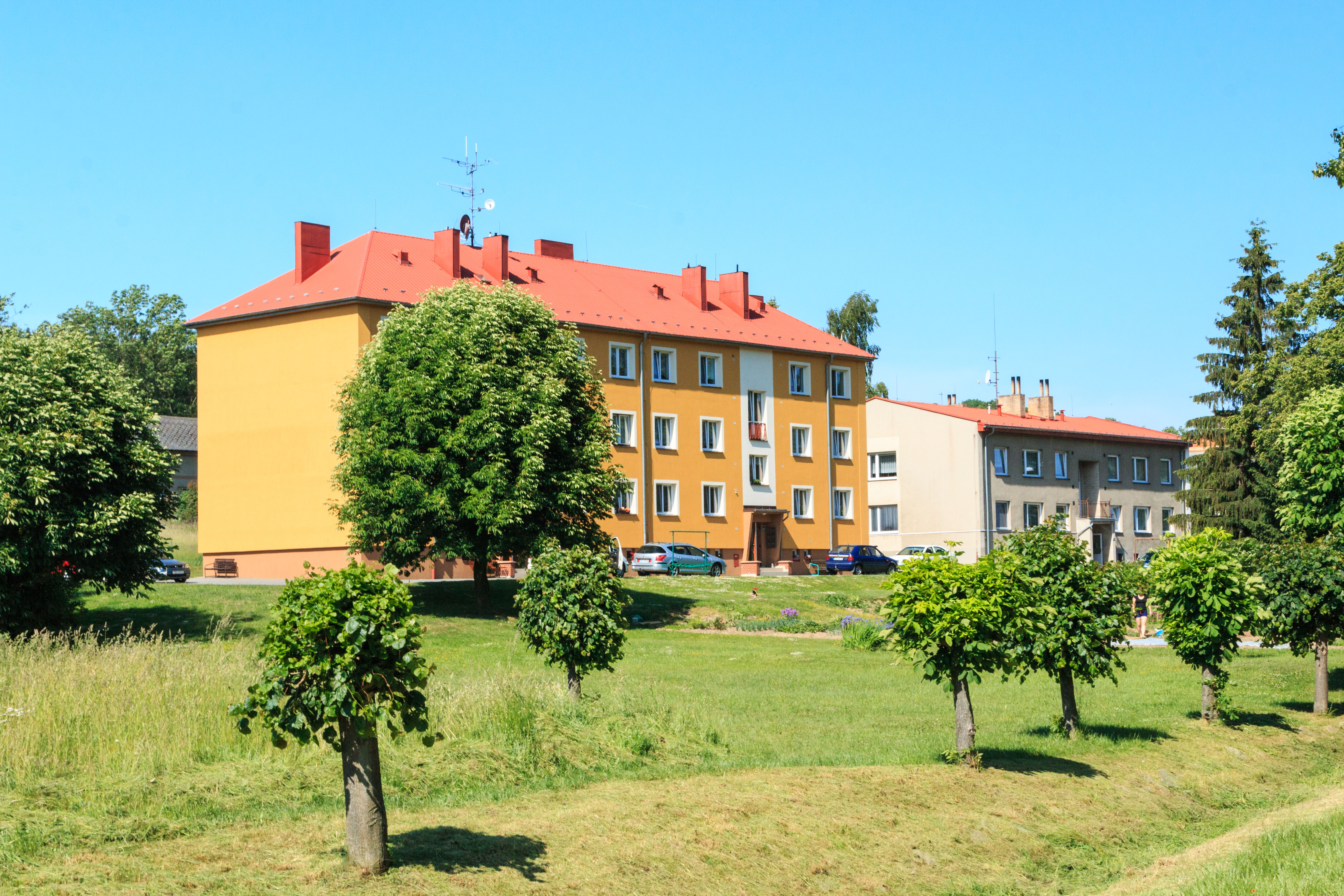
Immeubles d'habitation.

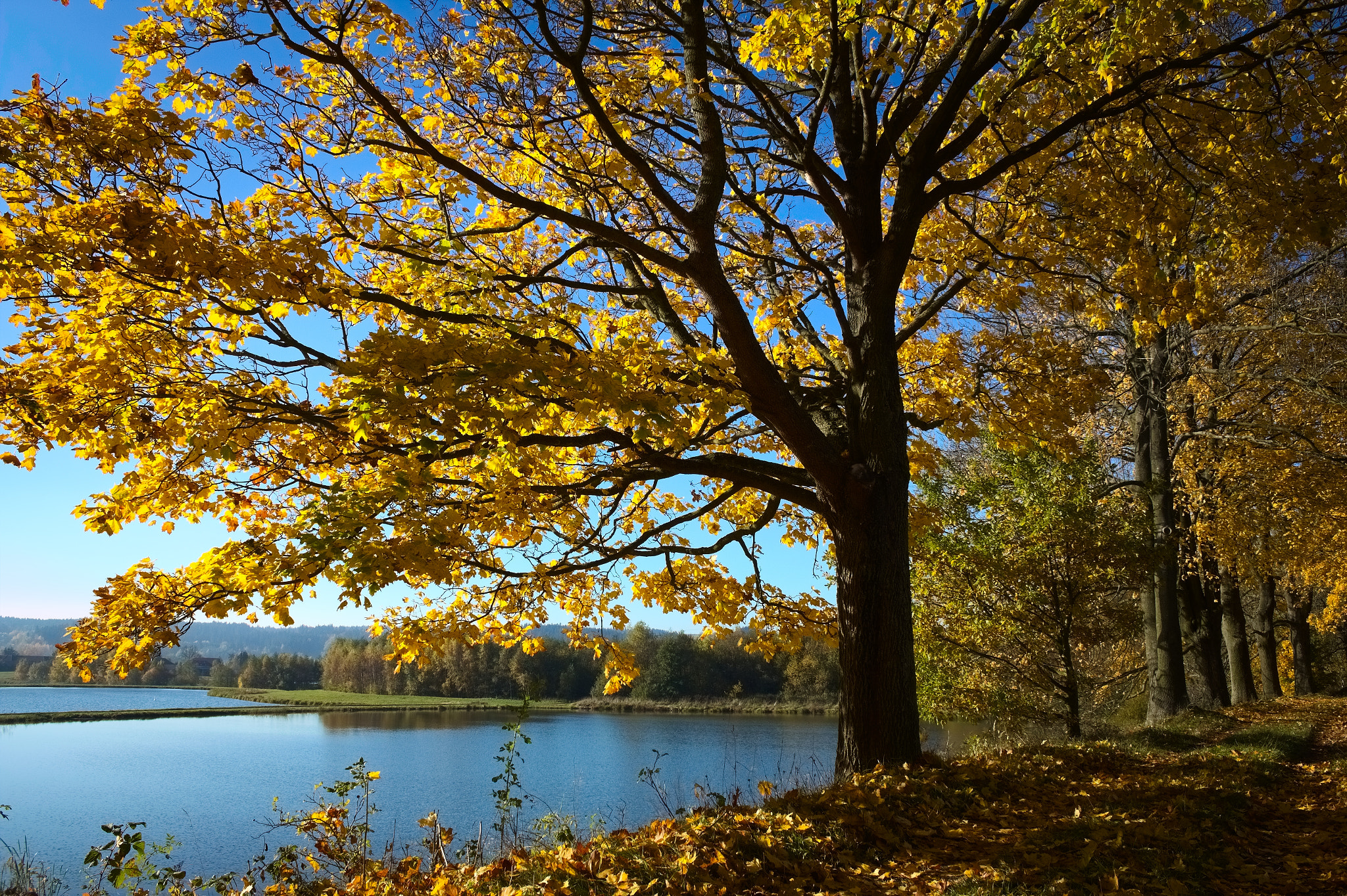
Allée bordant les étangs.
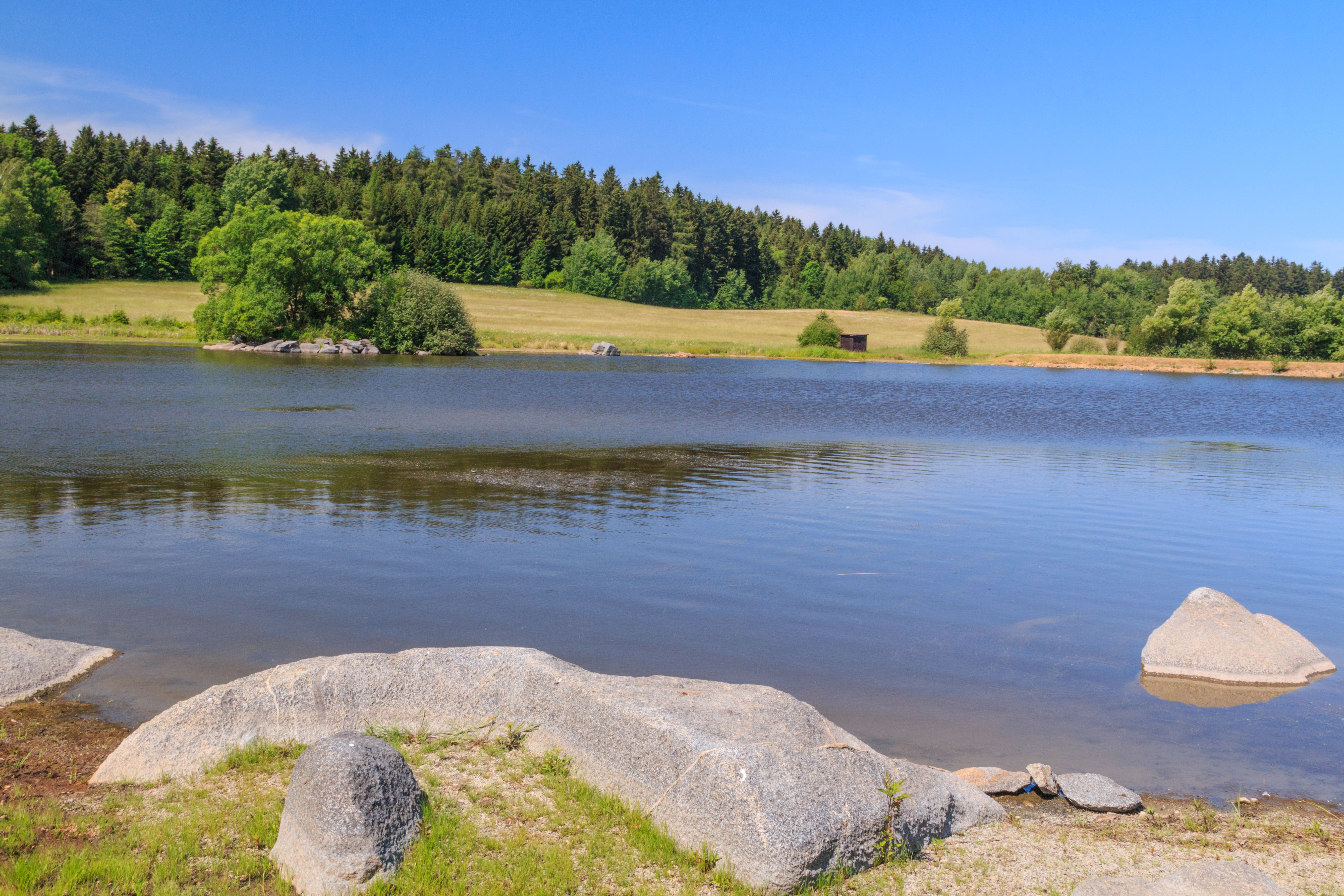
Étang près de Dolní Jedlová.

## Transports
Par la route, Jedlová se trouve à 3,5 km de Bystré, à 11 km de Polička, à 22 km de Svitavy, à 74 km de Pardubice et à 187 km de Prague. 